# Джире, Абдулай
Абдула́й Джире́ (фр. Abdoulaye Djire; 28 февраля 1981, Абиджан, Берег Слоновой Кости) — ивуарийский футболист, игравший на позиции полузащитника.

## Карьера
Джире начал свою карьеру в футбольном клубе «АСЕК Мимозас» в 1993 году. Сыграв в клубе 10 лет, Абдулай перешёл в бельгийский клуб «Беверен». За клуб он сыграл 71 матч (3 года) и забил лишь один гол, но это не помешало ему попасть в основной состав сборной Кот-д’Ивуара. Однако на ЧМ-2006 он не поехал. В сезоне 2006/07 он перешёл в «Металлург» из Донецка, за который сыграл 15 игр и ни разу не смог отличиться голом. Вскоре был отдан в аренду в «Жерминаль Беерсхот», где провёл только 2 матча. После этого он перешёл в харьковский «Металлист», где провёл вообще лишь одну игру и вынужден был покинуть клуб из-за частых травм.